# 프란체스카 이나우디
프란체스카 이나우디(Francesca Inaudi, 1977년 12월 8일 ~ )는 이탈리아의 배우이다.

## 출연 작품
- 사랑은 용서하지 않는다 (2015)
- 씨 유 투모로우 (2013)
- 우리의 신념 (2010)
- 돈 조반니 (2009)
- 돈 메이크 애니 플란스 포 투나잇 (2006)
- 나폴레옹의 연인 (2006)
- 마음 속의 야수 (2005)
- 애프터 미드나잇 (2004)